# Referendum o JEK 2
Referendum o zagotavljanju stabilne oskrbe z nizkoogljično električno energijo, poznan tudi pod imenom Referendum o JEK 2, je bil načrtovan posvetovalni referendum, na katerem bi slovenski volivci odločali o projektu gradnje drugega bloka jedrske elektrarne Krško. Za datum izvedbe je bil določen 24. november 2024. Državni zbor je 24. oktobra sprejel odlok s katerim je preklical izvedbo referenduma.

## Ozadje

### Sprejemanje predloga za razpis in sprememba vprašanja
7. maja 2024 je odbor za infrastrukturo sprejel predlog za razpis referenduma. Na odboru so spremenili predlagano vprašanje, ki se je najprej glasilo: "Ali podpirate izvedbo projekta Jek 2, ki bo skupaj z ostalimi nizkoogljičnimi viri zagotovil stabilno oskrbo z električno energijo, kot je predvideno v resoluciji o dolgoročni miroljubni rabi jedrske energije v Sloveniji?" Po spremembi se vprašanje glasi: "Ali podpirate izvedbo projekta Jek 2, ki bo skupaj z ostalimi nizkoogljičnimi viri zagotovil stabilno oskrbo z električno energijo?". Državni zbor je razpis referenduma potrdil 23. maja 2024.

### Sprejemanje odloka
Odlok o razpisu referenduma je bil v državnem zboru sprejet 10. oktobra 2024 z 65 glasovi za in sedmimi proti. Za datum izvedbe je bil določen 24. november 2024. Odlok so podprle Gibanje Svoboda, SD, SDS, NSi in poslanca manjšin, proti je bila Levica.

### Preklic referenduma
V oddaji Tarča v četrtek 17. oktobra so v zvočnih posnetkih razkrili, da so poslanci prezrli opozorilo službe Državnega zbora, da Državni zbor ne more sprejeti resolucije o dolgoročni miroljubni rabi jedrske energije in šele za tem izvesti posvetovalni referendum o isti zadevi. V ponedeljek, 21. oktobra so stranke SDS, SD in Svoboda podale pobudo, da se referendum prekliče.
24. oktobra je Državni zbor z 69 glasovi za in enim proti sprejel odlok o prenehanju veljavnosti odloka o razpisu posvetovalnega referenduma o zagotavljanju stabilne oskrbe z nizkoogljično električno energijo.